# Blodiga julen (1920)
Blodiga julen (kroatiska: Krvavi Božić, italienska: Natale di sangue) var en fem dagar lång väpnad konflikt som pågick den 24–29 december 1920 i vad som idag är staden Rijeka i Kroatien. När den militära konflikten utbröt var Rijeka en självutnämnd, huvudsakligen italiensktalande, mikrostat kallad ståthållardömet Carnaro. Sammandrabbningarna år 1920 stod mellan de lokala myndigheterna ledda av den italienske nationalisten Gabriele D’Annunzio och kungariket Italien. Konflikten resulterade i att de lokala myndigheterna betvingades, ståthållardömet upplöstes och fristaten Fiume upprättades.     

## Bakgrund
Det etniskt blandade men övervägande italiensktalande Fiume hade under flera århundraden existerat som ett corpus separatum inom habsburgska monarkin, sedermera kejsardömet Österrike och Österrike-Ungern. Efter första världskrigets slut, Österrike-Ungerns upplösning och upprättandet av den nya staten Serbernas, kroaternas och slovenernas kungarike (från år 1929 kallat Jugoslavien) år 1918 uppstod en konflikt mellan den nya staten och kungariket Italien om herraväldet över staden. 
Den italienska irredentismen hade allt sedan Italiens enande på 1800-talet varit ett centralt tema i italiensk politik och stora delar av den kroatiska kusten, inklusive Fiume, uppfattades som en del av ett "förlorat Italien". Italien bytte vid första världskrigets inledning sida och stod vid krigsslutet på segrarmakternas sida. De hade i en hemlig överenskommelse med ententen, det så kallade fördraget i London år 1915, blivit lovade stora delar av den kroatiska kusten. I den hemliga överenskommelsen ingick dock inte Fiume. Efter kriget kontrollerades staden av amerikanska, brittiska och franska styrkor och i fredskonferensen i Paris år 1919 bekräftades det hemliga avtalet från år 1915. Italien tilldelades fler landområden längs den östra adriatiska kusten. Som en reaktion mot farhågan att Fiume skulle överlämnas till Serbernas, kroaternas och slovenernas kungarike lät den italienska nationalisten Gabriele D’Annunzio samla en frikår av arditi som den 12 september 1919 besatte Fiume.
År 1920 slöts Rapallofördraget mellan kungariket Italien och Serbernas, kroaternas och slovenernas kungarike. De båda staterna kom då överens om att Fiume skulle få utgöra en självständig buffertstat kallad fristaten Fiume. D'Annunzio som året innan hade besatt Fiume med sina frikårer motsatte sig avtalet och uppmanade stadens lokalbefolkning att motsätta sig upprättandet av fristaten. För att stävja motståndet lett av D'Annunzio ingrep kungariket Italien vilket ledde till en fem dagar lång militär konflikt, den så kallade Blodiga julen.

## Den väpnade konflikten
Den 24 december 1920 inledde den reguljära italienska armén en militär operation med syfte att avsätta D'Annunzio, upplösa det självutnämnda ståthållardömet Carnaro och därmed möjliggöra upprättandet av fristaten Fiume i enlighet med Rapallofördraget från år 1920. I den väpnade konflikten dödades totalt 51 soldater och 17 civila på båda sidor. Fem broar, två viadukter och över 100 hus förstördes eller skadades i konflikten. Den 25 december inledde det italienska krigsskeppet Andrea Doria en bombräd mot Fiume och sedan Guvernörspalatset träffats och D'Annunzio skadats upphörde i praktiken allt motstånd. Konflikten avslutades den 29 december 1920 och den 18 januari 1921 lämnade D'Annunzio staden. Den 30 december 1920 upprättades de facto fristaten Fiume som efter fyra år (den 30 mars 1924) dock ockuperades och införlivades med det då fascistiska Italien.             